# Hezkej večer
Hezkej večer (v anglickém originále Some Enchanted Evening) je 13. díl 1. řady (celkem 13.) amerického animovaného seriálu Simpsonovi. Scénář napsali Matt Groening a Sam Simon a díl režírovali David Silverman a Kent Butterworth. V USA měl premiéru dne 13. května 1990 na stanici Fox Broadcasting Company a v Česku byl poprvé vysílán 8. ledna 1993 na stanici ČT1.

## Děj
Marge je v depresi, že ji Homer bere jako samozřejmost, a zavolá do rozhlasové terapeutické stanice doktora Marvina Monroea. Když Homer v práci poslouchá hovor, cítí se špatně, když Marge v rádiu prozradí jeho jméno. Po práci navštíví Vočkovu hospodu, kde mu Vočko poradí, aby dal Marge růži a bonboniéru. Marge se nálada obměkčí a Homer ji pozve na tanec, večeři do luxusní restaurace a noc v motelu. 
Marge a Homer si prostřednictvím hlídací služby najmou Drákulku Halamovou, aby pohlídala děti. Halamová uloží Maggie do postele, zatímco se Bart a Líza dívají na Veselé skřítky. Při sledování pořadu Nejozbrojenější a nejnebezpečnější Američané v televizi Bart a Líza zděšeně vykřiknou, když zjistí, že Halamová je hledaná lupička. Halamová si uvědomí, že její krytí je prozrazeno, sváže děti a sbalí rodinný majetek do svých kufrů. Maggie se probudí, sejde dolů a najde Barta a Lízu; ti se snaží upoutat její pozornost, ale ona se soustředí na Veselé skřítky. Když video skončí, Maggie se na něj pokouší podívat znovu, dokud jí Líza neřekne, že může, pokud ji a Barta rozváže. Drákulka Halamová, ukládajíc věci do kufrů, vidí, že Maggie vylezla z postýlky. Když se Drákulka Halamová nechá nalákat do Bartova pokoje v domnění, že je to Maggie, vejde dovnitř a je omráčena baseballovou pálkou, přičemž se ukáže, že je to Bart, který cucá Maggiin dudlík. 
Když si děti uvědomí, že Halamová přestřihla telefonní linku, jdou do místní telefonní budky a zavolají producentům pořadu Nejozbrojenější a nejnebezpečnější Amerika. Když se Marge a Homer nemohou Drákulce Halamové dovolat, vrátí se domů dřív a najdou ji svázanou a s roubíkem v ústech. Aniž by věděli, že jde o hledanou zločinku, Homer a Marge ji osvobodí a bohatě jí zaplatí. Uteče právě ve chvíli, kdy dorazí děti s policií a reportéry. Homer – v domnění, že jde o jeden z Bartových nezbedných triků – rychle chytí Barta za záda košile a řekne, jak ji s Marge rozvázali. Reportéři mu však řeknou, že Drákulka Halamová je hledaná zločinka. Homer si uvědomí svůj omyl, zalže médiím a v domnění, že všechna ta dřina byla zbytečná, je Bart v rozpacích. Když Homera televizní zpravodajství označí za „místního cucáka“, Marge ho ujistí, že musí dělat něco správně, když vychoval tři děti, které dokážou svázat cizího člověka, čímž Homera uklidní. Dvojice se nakonec políbí.

## Produkce
Přestože se tato epizoda vysílala jako poslední díl první řady, byla první epizodou ve výrobě a měla být prvním dílem, jenž se měl z půlhodinového seriálu vysílat. Seriál je spin-offem pořadu The Tracey Ullman Show, ve kterém se rodina objevila již v sérii animovaných minutových skečů. Postavy byly již vytvořeny, ale musely být dále rozvinuty, aby unesly půlhodinový pořad. Epizoda byla tedy zamýšlena jako seznámení s postavami. Scénář k dílu napsali tvůrce Simpsonových Matt Groening a scenárista a producent Sam Simon. Oba se spolu s výkonným producentem Jamesem L. Brooksem zasloužili o vývoj seriálu. Jméno Drákulka Halamová (v anglickém originále slečna Botzová) bylo založeno na skutečné osobě, která kdysi hlídala Groeninga.
Epizodu režíroval Kent Butterworth. Animaci mělo na starosti animační studio Klasky-Csupo, které produkovalo předchozí skeče Simpsonových. Během let výroby skečů bylo vše vytvořeno ve vlastní režii. Z rozpočtových důvodů byla výroba zadána jihokorejskému animačnímu studiu AKOM. Zatímco rozvržení postav a pozadí bylo provedeno v Los Angeles, mezititulky, barvení a natáčení provádí zámořské studio. Debakl vypukl, když byla tato epizoda – první, která se vrátila z Koreje – promítnuta před produkčním štábem v Gracie Films. Brooksova první reakce na animaci zněla: „To je sračka.“. Poté se místnost téměř vylidnila. Následovala ostrá hádka mezi Brooksem a šéfem animačního studia Klasky-Csupo Gáborem Csupóem, který popřel, že by s animací bylo něco v nepořádku, a naznačil, že skutečným problémem je kvalita scénáře seriálu.
Producenti měli pocit, že animace nevykazuje výrazný styl, který si pro seriál představovali. V té době existovalo jen několik možností, jakým stylem animovat; obvykle se animátoři řídili stylem společností Disney, Warner Bros. nebo Hanna-Barbera. Kreslené filmy společností Disney a Warner Bros. měly tendenci odehrávat se v poddajných vesmírech, v nichž postavy a prostředí vypadaly jako z gumy. Naproti tomu tvůrci seriálu chtěli realistické prostředí, v němž postavy a předměty nemohou dělat nic, co by nebylo možné v reálném světě, ale jedním z příkladů rané práce AKOM byla jejich animace dveří s gumovým efektem, kterému se chtěli vyhnout. Mezitím se styl Hanna-Barbera opíral o přehnané zvukové efekty, které také nechtěli používat.
Producenti zvažovali přerušení seriálu, pokud by další díl Malý génius dopadl jako tento, ale naštěstí se ukázalo, že trpí jen několika snadno odstranitelnými problémy. Poté prosili Fox, aby premiéru seriálu o několik měsíců odložil. Premiéra se pak změnila na díl Vánoce u Simpsonových, jenž se musel vysílat v prosinci jako vánoční speciál, což zajistilo, že se mohlo věnovat více času opravě problémů s animací a přepsání velké části této epizody. Režie předělávek se ujal David Silverman, který už měl s režírováním skečů značné zkušenosti. Silverman uvedl, že bylo třeba předělat asi 70 % všeho. Většina těchto předělávek spočívala ve změně pozadí. Výsledkem je epizoda, v níž je animace nerovnoměrná, protože se střídá mezi ranou animací a předělávkami. 
V dílu se objevilo několik raných návrhů postav; Vočko Szyslak má v této epizodě černé vlasy, které byly později změněny na šedé, zatímco Barney Gumble má žluté vlasy, které byly později změněny na hnědé, aby se barva vlasů postavy odlišila od barvy její pleti. Kvůli opožděnému vysílání se také objevilo několik chyb v kontinuitě. Například Spasitel se v této epizodě neobjevuje, přestože byl představen ve Vánocích u Simpsonových. Hank Azaria byl v té době připsán jako hostující hvězda za ztvárnění postavy Maitre D'. V této epizodě Vočka Szyslaka původně namluvil Christopher Collins, ale když Hank Azaria přišel se svou verzí, rozhodlo se, že nahradí Christophera Collinse jako hlas Vočka ve všech pozdějších vystoupeních. Azaria se stal stálým členem dabérského obsazení ve druhé řadě. 
Pronásledování Barta Drákulkou Halamovou do sklepa připomíná pronásledování mladého chlapce Robertem Mitchumem ve filmu Lovcova noc. V hospodě Vočko hraje píseň „The Man That Got Away“ z remaku filmu Zrodila se hvězda z roku 1954, který režíroval George Cukor a v němž hráli Judy Garlandová a James Mason. Před odvysíláním této epizody spolupracovala Penny Marshallová, dabérka Drákulky Halamové, s Brooksem na některých pořadech, které natočil v 70. letech 20. století. Tento vztah zahrnoval její pravidelné účinkování v seriálu Friends and Lovers a tři hostování v The Mary Tyler Moore Show.

## Přijetí
V původním vysílání se díl umístil na 12. místě v týdenním žebříčku Nielsenu s ratingem 15,4 a vidělo jej přibližně 14,2 milionu diváků. Epizoda byla v tom týdnu nejsledovanějším pořadem na stanici Fox.
Po odvysílání epizoda získala smíšené hodnocení televizních kritiků. Autoři knihy I Can't Believe It's a Bigger and Better Updated Unofficial Simpsons Guide, Warren Martyn a Adrian Wood, uvedli: „Je to docela šok, když zjistíme, že tato sebevědomá, plně zaobalená epizoda byla natočena jako první. Dokonalá šablona.“. Colin Jacobson z DVD Movie Guide řekl, že jde o „poměrně dobrý díl“, a dodal: „Přesto je to rozpačitý kousek, který mě příliš nebavil. Abychom si byli jisti, Večer byl vcelku zábavný, ale není to nic zvláštního.“. David B. Grelck v DVD recenzi první řady ohodnotil epizodu známkou 1,5 z 5.
Podle Ala Jeana si diváci po skončení řady mysleli, že tato epizoda je nejlepším dílem první řady, nicméně v roce 2006 IGN označil za nejlepší díl první řady Kyselé hrozny sladké Francie. Penny Marshallová, dabérka Drákulky Halamové, se umístila na seznamu 25 nejoblíbenějších hostujících hvězd Simpsonových, který sestavil server AOL.